# Короли Тары
Король Тары — титул верховного правителя в доисторической Ирландии. Холм Тара считался сакральным местом и древней столицей Ирландии, резиденцией и местом коронации верховных королей. Средневековая ирландская литература и мифология считала правителей Тары обладателями верховной власти в Ирландии. Титул короля Тары давал его обладателю крупное политическое положение, по крайней мере, в северной половине Ирландии. Многие верховные короли Ирландии были одновременно и королями Тары. Название «король Тары» уходит корнями в далекую древность, титул появился в 9-10 веках. В более поздние времена фактические претенденты на этот титул использовали своё положение, чтобы заявить о себе в этом статусе и стать фактическим верховным королём Ирландии. Различные ветви династии Уи Нейлл пользовались этим титулом для обозначения своей власти над своими родственниками и соседними королями.
Титулы «Король Тары» и «верховный король Ирландии» были различны и не связаны между собой на протяжении большей части истории.

## Легендарные короли Тары
- Эбер Финн, сын Миля Испанца
- Эремон мак Миль, сын Миля Испанца
- Муймне, Луйгне и Лайгне, сыновья Эремона
- Ир, Орба, Фергна, Ферон, сыновья Эбер Финна
- Ириэл Файд (Провидец), сын Эремона
- Этриэл, сын Ириэля Файда
- Конмаэл мак Эбер, сын Эбера Финна
- Тигернмас мак Фоллах
- Эохайд Эдгатах мак Дайре Доймтейг
- Собайрге мак Эбрик, внук Эбер Финна
- Кермна Финн мак Эбрик, соправитель Собайрге
- Эохайд Фаэбар Глас (Серая Секира), сын Клонмаэля
- Фиаху Лабрайне мак Смиргуйл
- Эоху Муму мак Матемис
- Энгус Олмукад, сын Фиаху Лабрайне
- Энна Айргтех
- Ротехтайд мак Маэн, внук Энгуса Олмукада
- Сетна Айрт мак Артри
- Фиаху Финскотах, сын Сетны мак Артри
- Муйнемон мак Кас Клотайх
- Файлдергдойт, сын Муйнемона
- Оллом Фотла, сын сын Фиахи Финскотаха
- Финнахта Белоснежный, сын Олламы Фодлы
- Сланолла, брат Финнахты
- Геде Оллготах, брат Финнахты и Сланолла
- Фиаху Финдойлхес, сын Финнахты Белоснежного
- Бернгал, сын Геде Оллоготаха
- Айлил мак Слануйл, сын Слануйлы
- Сирна Сегалах мак Диан
- Ротехтайд Рота мак Роайн
- Элим Олфинехта, сын Ротехтайда
- Гиаллхад мак Айлила Олтайн
- Арт Имлех
- Нуаду Финн Файл, сын Гиаллхада
- Брес Ри, сын Арта Имлеха
- Эоху Аптах, брат Бреса Ри
- Финн мак Блата
- Сетна Иннарайд мак Брейсе, сын Бреса Ри
- Сиомон Брекк мак Айдан Глайс
- Дуи Финн, сын Сетны Иннарайда
- Муйредах Болграх
- Энна Дерг
- Лугайд Иардонн, Энны Дерга
- Сирлам мак Финн, сын Дуи Финна
- Эоху Уайрхес
- Лугайд Ламдерг, сын Эоху Уайрхеса
- Конайнг Бесеклах, брат Эоху Уайрхеса
- Арт мак Лугдаг, сын Лугайда Ламдерга
- Айлил Финн, сын Арта мак Лугдага
- Эоху мак Айлил, сын Айлила Финна
- Айргетмар
- Дуи Ладрах
- Лугайд Лайгдех мак Эохада
- Айд Руад мак Бадарн
- Диоторб мак Деман
- Кимбайт мак Финтайн, король Улада
- Маха Монгруад (Рыжая), дочь Айда Руада
- Рехтайд Ригдерг мак Лугайд, сын Лугайда Лайгдеха
- Угайне Мор (Великий) мак Эоху Буадах
- Бадбад, брат Угайне
- Лойгире Лорк, сын Угайне Мора
- Кобтах Кэл Брег, брат Лойгира Лорка
- Лабрайд Лойнгсех мак Айлила Айне, король Лагена
- Мейлге Молбтах, сын Кобтаха Кэла
- Муг Корб мак Кобтайг Каом
- Энгус Оллом мак Айлила
- Иререо, сын Мейлге
- Фер Корб, сын Муга Корба
- Коннла Каом, сын Иререо
- Айлиль Кайсфиахлах, сын Фера Корба
- Адамайр Флидайс, брат Айлиля Кайсфиахлаха
- Эоху Айлтлетан, сын Фера Корба
- Фергус Фортамайл мак Бресайл Брейк
- Энгус Турмех Темрах, сын Эоху Айлтлетана
- Коналл Коламрах мак Этерскел
- Ниа Сегамайн, сын Эоху Айлтлетана
- Энна Айгнех, сын Энгуса Турмеха
- Кримтанн Коскрах мак Фейдлимида
- Рудрайге мак Ситрики
- Финнат Мар, сын Ниа Сегамайна
- Брессал Бо-дибад, сын Рудрайге мак Ситрика
- Лугайд Луайгне, сын Финната Мара
- Конгалл Клайрингнех, сын Рудрайге мак Ситрика
- Дуи Даллта Дегайд мак Кайрбре Луск
- Фахтна Фатах, сын Рудрайге мак Ситрика
- Эоху Фейдлех мак Финнлога
- Эоху Айрем, брат Эоху Фейдлеха
- Этерскел Мор (Великий) мак Уи Уайр
- Нуаду Нехт мак Седна Ситбайг
- Конайре Мор мак Этерскела
- Лугайд Риаб нДерг мак Брес Финемас
- Конхобар Абрат-Руад мак Финн Филе
- Кримтанн Ниа Найр, сын Лугайда Риаба
- Кайрпре Киннхайт мак Дутах
- Ферадах Финн-Фехтнах, сын Кримтанна Ниа Найра
- Фиатах Финн мак Дайре
- Фиаху Финнолах, сын Ферадаха Финна
- Элим мак Конрах

## Исторические короли Тары
- Туатал Техтмар мак Фиатах (80-100), сын Фиаха Финдолайда
- Мал мак Рохрайде (100—104), потомок Коналла Кернаха
- Фейдлимид Рехтмар (104—113), сын Туатала
- Катайр Мор (Великий) (113—116), сын Фейдлимида Рехтмара
- Конн Кеткатах (Ста Битв) (116—136), сын Катайра Мора
- Конайре Коэм мак Мога Лама (136—143), сын Муга Лама и зять Конна Ста Битв
- Арт Оэнфер (Одинокий) мак Койнн(143—173), сын Конна Кеткатаха
- Лугайд (Мак Кон) (173—203), брат Арта Одинокого
- Фергус Дубдетах мак Имхад (203—204), сын Финнхада мак Огамана
- Кормак Уа Куинн (204—244), сын Арта Одинокого и внук Конна Ста Битв
- Эохайд Гоннат мак Фейг (244—245), сын Фиаха, потомок Имхада, Сирхада, Фиатаха Финна
- Кайрпре Лифехайр (245—272), сын Кормака Уа Куинна
- Фотайд Кайрптех (272—273), сын Лугайда мак Конна
- Фотайд Айртех (272—273), сын Лугайда мак Конна
- Фиаху Сройбтине мак Кайрпре (273—306), сын Кайрпре
- Колла Уайс (Кайриолл) мак Эохада (306—310), сын Эохайда Доймлена, внук Кайрбре Лифехаря
- Муйредах Тирех (310—343), сын Фиаху Сройбтине
- Каелбад мак Кройнн (343—344), потомок легендарного ирландского героя Коналла Кернаха, король Ольстера
- Эохайд Мугмедон (344—351), сын Муйредаха Тиреха
- Кримтанн мак Фидайг (351—368), король Муму, свояк Эохайда Мугмедона
- Брион мак Эохайд, сын Эоху Мугмедона
- Айлил, сын Бриона мак Эохайда
- Ниалл Нойгаллах (Девяти Заложников) (376—405)

Сыновья Ниалла, родоначальники ветвей Уи Нейлл:
Южные Уи Нейллы:
- Коналл Эр Брег (Кримтайне) — Кланн Холмайн
- Лоэгайре, король Тары — Кенел Лойгире
- Мане — короли Тетбы

Северные Уи Нейллы:
- Кайрпре, король Тары — Кенел Кайрпри
- Коналл Гулбан — Кенел Конайлл
- Эоган — Кенел Эогайн
- Энгус (Фиаху) — Кенел Энгуса
- Энда — Кенел Энне

## Короли Тары (до565) и верховные короли из родаУи Нейлл
- Нати (Дати) мак Фиахра (405—428), сын Фиахры, внук Эохайда Мугмедона
- Лойгире (Лоэгайре) мак Нейлл (428—458), сын Ниалла Девяти Заложников
- Айлиль Молт (459—478), сын Нат И и Феахры, брата Ниалла Девяти Заложников
- Кайрпре мак Нейлл, сын Ниалла Девяти Заложников
- Лугайд (479—503), сын Лоэрайре мак Ниалла, внук Ниалла Девяти Заложников
- Муйрхертах Мак Эрка мак Муйредайг (504—534/536), сын Муредага мак Эоганна, правнук Ниалла Девяти Заложников
- Туатал Майлгарб (534/536-544), сын Кормака Каэха, сына Койрпре, сына Ниалла Девяти Заложников
- Диармайт мак Кербайлл (544—565), сын Фергуса Криворотого
- Форггус мак Муйрхертайг (565—566), сын Муйрхертаха мак Муйредайга
- Домналл Илхелгах (565—566), сын Муйрхертаха мак Муйредайга
- Айнмере мак Сетнай (566—569), сын Сетно мак Фергуссо, внук Фергуса Длинноголового, короля Кенел Конайла
- Баэтан мак Муйрхертайг, сын Муйрхертаха мак Эрка (569—572)
- Эохайд мак Домнайлл (569—572), сын Домналла Илхелгаха
- Баэтан мак Ниннедо (572—586), сын Ниннида мак Дуаха
- Аэд мак Айнмерех (586—598), сын Айнмере мак Сетная
- Аэд Слане (598—604), сын Диармайта мак Кербайлла
- Колман Римид (598—604), сын Баэтана мак Муйрхертайга и соправитель Аэда Слане
- Аэд Уариднах (604—612), сын Домналла Илхелгаха
- Маэл Кобо мак Аэдо (612—614), сын Аэда Айнмереха
- Суибне Менн (614—628), внук Фередаха, правнука Ниалла Девяти Заложников
- Домналл мак Аэдо (628—642), сын Аэда мак Айнмереха
- Келлах мак Маэл Кобо (642—658), сын Маэл Кобо, соправитель Коналла
- Коналл Каэл (642—658), сын Маэл Кобо, соправитель Келлаха
- Диармайт мак Аэдо Слане (658—665), сын Аэда Слане, соправитель Блатмака
- Блатмак мак Аэдо Слане (658—665), сын Аэда Слане, соправитель Диармайта
- Сехнуссах мак Блатмайк (665—671), сын Блатмайка мак Аэдо Слане
- Кенн Фэлад мак Блатмайк (мак Круннмайл) (671—674), сын Блатмайка мак Аэдо Слане и внук Аэда Слане
- Финснехта Фледах (674—695), сын Дунхада мак Аэдо и внук верховного короля Аэда Слане
- Лоингсех мак Энгуссо (695—704), сын Энгуса мак Домналла и внук верховного короля Домналла мак Аэдо
- Конгал Кенн Магайр мак Фергусо (704—710), сын Фергуса Фаната и внук верховного короля Домналла мак Аэдо
- Фергал мак Маэл Дуйн (710—722), сын Маэла Дуйна мак Маэла Фитриха, короля Айлеха
- Фогартах мак Нейлл (722—724), сын Ниалла мак Кернайга Сотала, короля Лагора
- Кинаэд мак Иргалайг (724—728), сын Иргалаха мак Конайнга, короля Бреги
- Флайтбертах мак Лойнгсиг (728—734), сын Лоигсеха мак Энгуссо
- Аэд Аллан мак Фергайле (734—743), сын Фергала мак Маэла Дуйна
- Домналл Миде мак Мурхада (743—763), сын Мурхада Миди, короля Миде
- Ниалл Фроссах мак Фергайле (763—770), сын Фергала мак Маэла Дуйна
- Доннхад Миди (770—897), сын Домналла Миди
- Аэд Ойрдниде (797—819), сын Ниалла Фроссаха
- Конхобар мак Доннхада (819—833), сын Доннхада Миди
- Ниалл Кайле мак Аэдо (833—846), сын Аэда Посвященного
- Маэл Сехнайлл (Малахий) мак Мэле Руанайд (846—862/863).
- Аэд Финдлиат мак Нейлл (862/863 — 879).
- Фланн Синна мак Мэле Сехнайлл(879—916).
- Ниалл Глундуб (Темноколенный) мак Айдо (916—919)
- Доннхад Донн мак Флайн (919—944).
- Конгаллах Кногба мак Мэл Митиг (944—956).
- Домналл мак Муйрхертайг Уа Нейлл (956—980).
- Маэлсехнайлл мак Домнайлл (980—1002) (1014—1022).
- Бриан Борума (Бору) мак Кеннетиг (1002—1014).